# Allée couverte du Crugo
L'allée couverte du Crugo est une allée couverte située sur la commune de Saint-Lyphard dans le département de la Loire-Atlantique. Le monument est désormais ruiné.

## Historique
En 1870, le monument fut démantelé par le propriétaire du site qui recherchait un trésor légendaire. Le site fut fouillé en 1897 par Henri Quilgars.

## Description
Le monument mesure 10 m de long. Côté est, une large table de couverture repose sur deux piliers. Trois autres tables renversées reposent plus ou moins sur sept blocs alignés d'est en ouest. La plus grande mesure 3,40 m de long sur 2,50 m de large et 0,45 m d'épaisseur. Les deux autres mesurent de 1,80 à 2,20 m. Toutes les pierres sont en granite.
Quilgars indique y avoir observé un coffre funéraire de 2 m de long et profond de 1,80 m creusé dans le roc, l'ensemble étant recouvert par le dolmen. Une pierre comporte un bassin de 0,40 m de diamètre environ, avec déversoir.
Lors de sa fouille, Quilgars indique avoir découvert dans le coffre funéraire six couches alternées de cendres et de charbons. Le matériel archéologique se limitait à quelques fragments de poterie et à un morceau de fibrolite.

## Folklore
Au XIXe siècle, durant le carnaval, le site était le cadre d'une manifestation où l'on simulait le sacrifice d'un jeune homme ou d'une jeune fille tandis que les spectateurs dansaient en ronde autour du monument.